# Lilli Hollunder
Lilli Hollunder (n. 5 mai 1986, Leverkusen) este o actriță germană de origine turcă.
A absolvit examenul de bacalaureat în 2005 în Köln. Deja în timpul gimnaziului a început să joace diferite roluri în filme TV ca Lindenstraße, Alarm für Cobra 11 – Die Autobahnpolizei (RTL) și SOKO Köln (ZDF). Ea a luat întretimp lecții de muzică și dramaturgie. Între anii 2005 - 2008 joacă rolul lui "Lisa Brandner" în serialul TV Verbotene Liebe, transmis de ARD. Pe lângă aceste roluri ea joacă în piese de teatru. În februarie 2008 joacă în "Wegen der Ehre/Namus icin" (Regie: Till Rickelt) o piesă de teatru germano-turcă. Din februarie 2010 este moderatoare la emisiunea „NetCologne Fan TV 1. FC Köln” pe postul Center.tv.

## Filmografie
- 2002: Nesthocker – Familie zu verschenken, ZDF, a jucat în câteva episoade
- 2002: Die Sitte: Flüstertöne, RTL, a jucat în câteva episoade ca Fatima Faruk
- 2003: SOKO Leipzig: Zweitjob, ZDF, a jucat în câteva episoade
- 2003: Alarm für Cobra 11 – Die Autobahnpolizei: Um jeden Preis, RTL, a jucat în câteva episoade ca Lisa Schwarz
- 2004: SOKO Köln: Tod am Bau, ZDF, a jucat în câteva episoade ca Gül Ceman
- 2004–2005: Lindenstraße, ARD, rol secundar in 6 episoade
- 2005: Mein Leben & Ich: Die Dunkelkammer, RTL, a jucat în câteva episoade
- 2005–2008: Verbotene Liebe, Das Erste, rol principal ca Lisa Brandner
- 2008: 112 – Sie retten dein Leben, RTL, a jucat în câteva episoade
- 2008: Plötzlich Papa, Sat1, a jucat în câteva episoade
- 2010: Alarm für Cobra 11 - Die Autobahnpolizei, a jucat în câteva episoade
- seit 2010: Anna und die Liebe, Sat1, ca Jasmin Al Sharif